# گمینا لاندک
گمینا لاندک (به لهستانی:  Gmina Lądek) یک گمینا در لهستان است که در شهرستان سووپتسا واقع شده‌است. گمینا لاندک ۹۸٫۳۲ کیلومتر مربع مساحت و ۵٬۶۶۰ نفر جمعیت دارد.